# 헝가리안 표기법
헝가리안 표기법(Hungarian notation) 또는 헝가리 표기법은 컴퓨터 프로그래밍에서 변수나 함수의 이름에 그 종류, 곧 흔히 데이터 타입 따위를 명시하는 표기법으로, 명명규칙의 일종이다. 고안자인 찰스 시모니가 헝가리인이었던 것에서 헝가리안이라는 이름이 붙었다.
그 중에서도 systems notation과 apps notation이 있어 이 둘은 그 목적에서 차이가 나는데, systems notation은 기계적인 데이터 타입을 명시하기 위해 접두어를 변수나 함수명의 앞에 붙이는 방식이고, apps notation은 데이터의 논리적 타입을 표현하기 위해 접두어를 붙이는 방식이다.

## 같이 보기
- 폴란드 표기법
- 낙타 대문자